# Chiesa di Nostra Signora di Bonaria (Roma)
La chiesa di Nostra Signora di Bonaria è una chiesa cattolica di Roma sita nella frazione di Ostia nel quartiere Lido di Ostia Ponente.

## Storia
La locale parrocchia è stata eretta il 1° dicembre 1965 col decreto Neminem latet del cardinale vicario Luigi Traglia, scorporando una porzione del territorio della parrocchia di Santa Monica, ed è stata affidata al clero diocesano di Roma.
Successivamente la chiesa parrocchiale rientrò nel concorso bandito nel 1967 dalla Pontificia opera per la preservazione della fede e la provvista di nuove chiese in Roma per la progettazione e la realizzazione di quattro nuove chiese nei quartieri periferici di Roma, venendo ricompresa all'interno del piano di zona 55 (Ostia Nord), nel quartiere Lido di Ostia Ponente. Il progetto vincitore, che dovette soddisfare i requisiti richiesti dalla riforma liturgica del rito romano del concilio Vaticano II ma anche l'alta densità abitativa prevista, fu redatto dagli architetti Francesco Berarducci, Giorgio Monaco e Giuseppe Rinaldi ma la chiesa fu completata solamente nel 1982, venendo consacrata dal cardinale vicario generale Ugo Poletti il 17 aprile 1982.
Nel corso degli anni successivi sono stati aggiunti un oratorio con annesso campo sportivo e una sala polivalente.

## Descrizione
Il complesso parrocchiale è stato concepito come un "vuoto" volumetrico rispetto ai tanti edifici "pieni" previsti dal piano di zona, presentandosi come una sorta di edificio-piazza coperto. Per la sua costruzione è stato impiegato il calcestruzzo armato a vista e con intonacatura che unitamente agli arredi austeri e alle finiture semplici ne mette in risalto il richiamo alla povertà tipico delle chiese cistercensi.
Da un punto di vista planimetrico, il complesso parrocchiale si presenta come una commistione di elementi circolari per gli spazi liturgici e quadrangolari per gli ambienti di servizio.
Lo spazio principale dedicato alla liturgia, in parte scavato nel terreno, è stato ispirato dall'architettura dei teatri greci, presentando una cavea inclinata verso il basso dove si trovano l'altare e il tabernacolo, dietro cui si trova una cappella minore, anch'essa dedicata prevalentemente alla liturgia; dal piano fuoriescono verso la copertura dei volumi tronco-conici, alcuni dei quali lasciano filtrare la luce naturale dall'alto, che si trovano in corrispondenza dell'altare e del tabernacolo per evidenziarne l'importanza. Il tetto è inclinato verso il mare, per favorirne idealmente la visualizzazione (coperta dai palazzi realizzati successivamente) ed è stata concepita per essere calpestabile; su di essa si staglia una croce latina.